# National Galleries Scotland

National Galleries Scotland (skotsk gælisk: Gailearaidhean Nàiseanta na h-Alba, tidligere National Galleries of Scotland) er det executive non-departmental public body der kontrollerer de tre nationalgallerier i Skotland og to partnergallerier, der danner National Collections of Scotland.
Formnålet med National Galleries Scotland (NGS) blev udstukket af Act of Parliament i National Galleries of Scotland Act 1906, og blev ændret af National Heritage (Scotland) Act 1985. Rollen er at drive National Galleries of Scotland, varetage, bevare og tilføje til samlingingen, udstille kunstværker for offentligheden og at fremme uddannelse og offentlig forståelse af kunst. De styres af en bestyrelse, som er udvalgt af ministrene i Scottish Government.
Museet dækker over følgende tre lokationer, som alle ligger i Edinburgh:
- Scottish National Gallery
- Scottish National Portrait Gallery
- Scottish National Gallery of Modern Art